# Ernst-Ludwig von Thadden

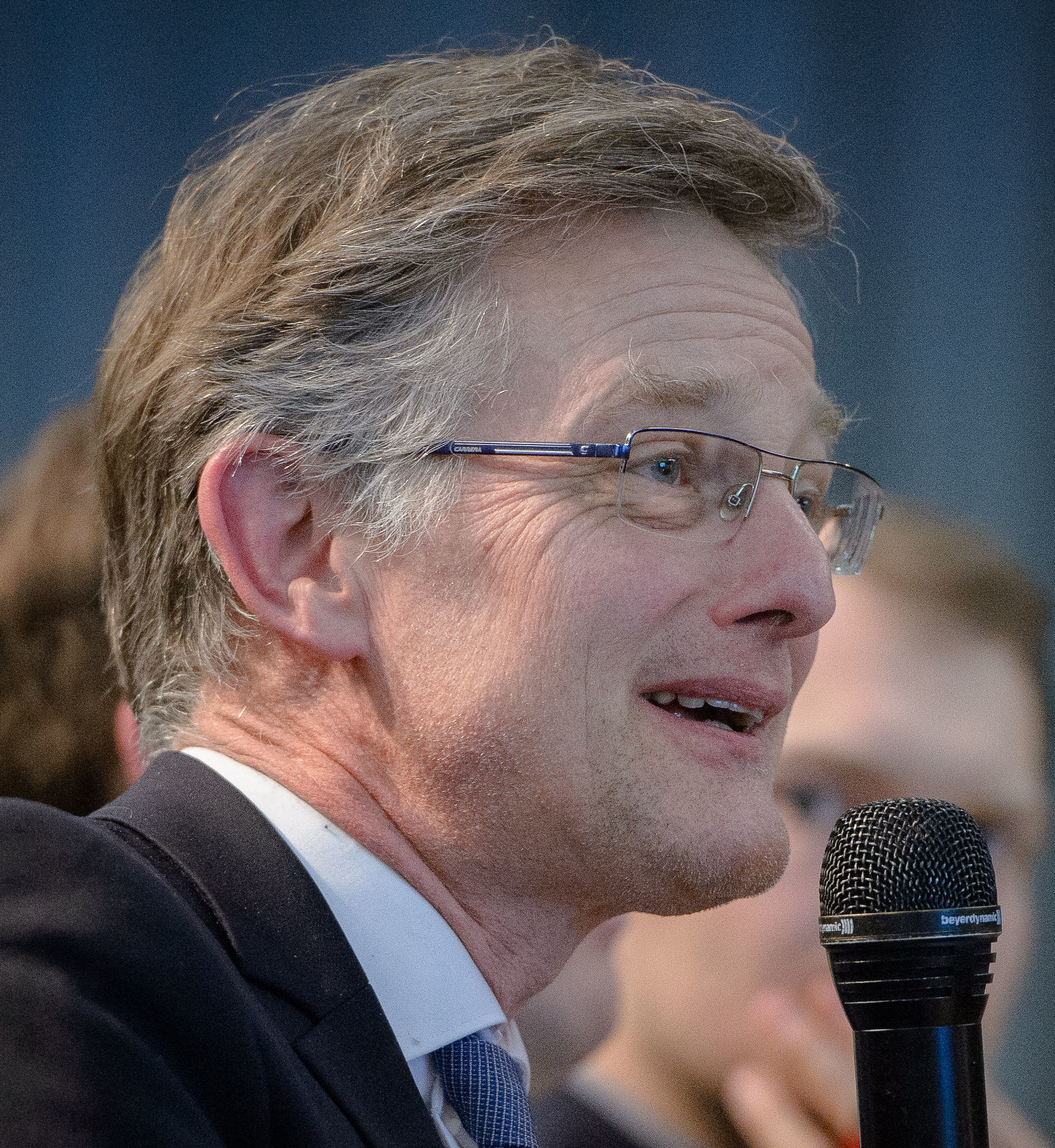
Ernst-Ludwig von Thadden, 2016

Ernst-Ludwig Reinold von Thadden (* 9. Juli 1959 in Göttingen) ist ein deutscher Wirtschaftswissenschaftler und Professor für Volkswirtschaftslehre an der Universität Mannheim. Von 2012 bis 2018 war er Rektor der Universität Mannheim.

## Leben
Von Thadden erhielt 1978 sein Abitur am Max-Planck-Gymnasium Göttingen und studierte anschließend Mathematik und Wirtschaftswissenschaften an der Universität Heidelberg und an der London School of Economics. 1991 wurde er im Rahmen des „European Doctoral Program in Economics“ im Fach Volkswirtschaftslehre an der Universität Bonn promoviert. Nach Stationen an der Universität Basel (Schweiz) und an der Stanford University (CA) erhielt er 1995 einen Ruf als ordentlicher Professor an die Universität Lausanne. Dort war er u. a. Forschungsdirektor des National Center of Competence in Research (NCCR) „FinRisk“ und Leiter des Doktorandenprogramms des „International Center FAME for Financial Asset Management and Engineering“, eines Vorläufers des Swiss Finance Institutes. 1998/99 war von Thadden Resident Fellow des Centre for Advanced Study in the Behavioral Sciences (CASBS) in Stanford (CA). 2002 bekleidete er den Bertil Danielson Chair an der Stockholm School of Economics und der Universität Göteborg. 2004 nahm er einen Ruf an die Abteilung für Volkswirtschaftslehre an der Universität Mannheim an.
Ernst-Ludwig von Thadden ist der Sohn des Historikers Rudolf von Thadden (1932–2015) und seiner Frau, der Historikerin und Schriftstellerin Wiebke von Thadden, geb. Fesefeldt. Er ist Enkel des Gründers des Deutschen Evangelischen Kirchentages, Reinold von Thadden. Seine Schwester ist die Journalistin Elisabeth von Thadden. Sein Bruder Leopold von Thadden ist ebenfalls Ökonom, sein jüngster Bruder Reinold von Thadden ist Justiziar beim Deutschen Mieterbund in Hannover. Ernst-Ludwig von Thadden ist verheiratet mit Monika Abt und hat drei Kinder, Rebekka, Julia und Jakob.

## Forschung
Seine Forschungsschwerpunkte sind Mikroökonomie und Kapitalmarkttheorie sowie Finanzintermediation. Seine bekanntesten Beiträge zur Kapitalstrukturtheorie sind die Arbeit mit Berglöf zur Fristigkeit von Fremdfinanzierung und mit Patrick Bolton zur Liquidität von Aktienpaketen. Zur Frage der politischen und historischen Dimensionen von Unternehmenskontrolle durch Kapitalmärkte erlangte seine Arbeit zur politischen Ökonomie der Unternehmenskontrolle mit Perotti Bedeutung. In der Theorie des Bankwesens sind u. a. seine Arbeiten zur Fristigkeit von Bankkrediten, zur Informationsasymmetrie von Bank-Firmen-Beziehungen und zur dynamischen Modellierung der Fristentransformation bekannt. Neben diesen Themen arbeitete er in den 2000er Jahren vor allem zum neu entstehenden europäischen Obligationenmarkt und veröffentlichte 2010 mit Berglöf und Roland eine weit beachtete mikroökonomische Theorie des Konkurses. Nach 2008 wandte sich von Thadden verstärkt den in der Finanzkrise von 2007 offenbarten Strukturproblemen des Finanzsystems zu, auf die er schon vorher hingewiesen hatte. 2014 erschien hierzu seine mit Martin und Skeie erarbeitete Theorie der Instabilität besicherter Kreditfinanzierungsbeziehungen.

## Akademische Verantwortung
Von 2001 bis 2004 war von Thadden Herausgeber des Journal of Financial Intermediation und war Chefherausgeber der Zeitschrift von 2004 bis 2008. Seit 2009 ist er Mitglied der Heidelberger Akademie der Wissenschaften. 2006 wurde er Gründungsdirektor der von ihm im Rahmen der bundesdeutschen Exzellenzinitiative eingeworbenen Graduate School of the Economic and Social Sciences an der Universität Mannheim. Neben vielfältigen anderen Positionen in der internationalen wissenschaftlichen Selbstverwaltung ist er seit 2016 Vorsitzender des Boards der „European Corporate Governance Research Foundation“ (Brüssel) und war von 2015 bis 2018 Mitglied des „Advisory Board“ des Journal of Economic Perspectives der American Economic Association. 2015–19 war er Mitglied im Wissenschaftlichen Beirat des „European Systemic Risk Board“ an der Europäischen Zentralbank.
Seit dem Ende seines Rektorates 2018 engagierte sich von Thadden in verschiedenen nationalen und internationalen Wissenschaftsorganisationen in Aufsicht und Beratung, so zum Beispiel seit 2021 im Kuratorium des Wissenschaftszentrums Berlin, seit 2022 in der Leibniz Gemeinschaft (Berlin), und seit 2020 im Aufsichtsrat der Fondation Jean-Jacques Laffont (Toulouse).

## Rektorat
Seit 2008 im Universitätsrat der Universität Mannheim, wurde von Thadden im Oktober 2012 zum Rektor der Universität Mannheim gewählt. Als Rektor legte er insbesondere einen Schwerpunkt auf die strukturelle Förderung des wissenschaftlichen Nachwuchses und wirkte auf die weitere Erhöhung der internationalen Wettbewerbsfähigkeit der Universität Mannheim hin, die in internationalen Rankings gegen Ende seiner Amtszeit in den Sozial- und Wirtschaftswissenschaften sehr gut abschnitt. 2015 war die Universität Mannheim zusammen mit der London School of Economics, der Science Po (Paris) und anderen Gründungsmitglied der „Alliance of Leading Universities on Migration“ (ALUM). Als Rektor äußerte sich von Thadden auch zu aktuellen gesellschafts- und hochschulpolitischen Fragen. Beiträge zur öffentlichen Diskussion aus dieser Zeit befassen sich zum Beispiel mit der Europäischen Schuldenkrise oder der deutschen Hochschulpolitik. Bereits vor seinem Amtsantritt kündigte von Thadden an, nur für eine Amtszeit als Rektor der Universität Mannheim zur Verfügung zu stehen. Er gab dieses Amt zum Ende seiner Wahlperiode zum Oktober 2018 ab.